# 利比亚
利比亞國（阿拉伯语：دولة ليبيا），通稱利比亞（阿拉伯语：ليبيا），是位於北非的國家。與埃及、蘇丹共和國、乍得、尼日尔、阿爾及利亞和突尼西亞相鄰。面积176万平方公里。利比亚地区曾先后属于罗马帝国、阿拉伯帝国及鄂圖曼土耳其；1912年意大利王国於意土戰爭战胜鄂圖曼帝國，使利比亚成为意大利殖民地一意属利比亞；第二次世界大战后，利比亚于1951年独立，建立了联邦制的利比亚联合王国，1963年取消联邦制，改名利比亚王国；1969年，反对君主制的利比亚绿色革命爆发，革命的发动者自由军官组织领导人卡扎菲成为革命指导委员会主席，建立了阿拉伯利比亚共和国，1972年后加入了阿拉伯联邦共和国；1977年联邦解散后更名为阿拉伯利比亚人民社会主义民众国及大阿拉伯利比亚人民社会主义民众国，但政权实质未变；2011年，爆发反对卡扎菲政权的利比亚内战，卡扎菲政权覆灭，利比亞全國過渡委員會改利比亚的国号为“利比亚”；2013年，内战后组建的利比亞國民議會又改国号为“利比亚国”。

## 历史

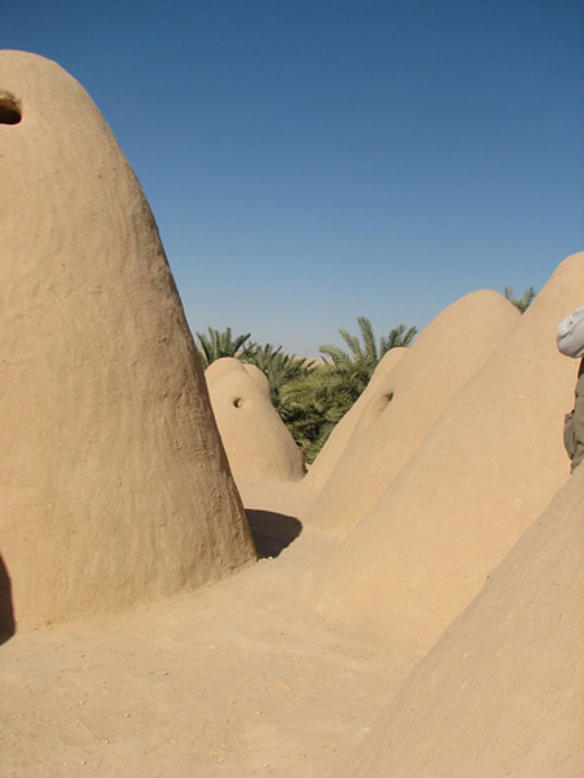
是撒哈拉沙漠中最古老的清真寺

### 前现代
公元前2世纪成为古罗马及羅馬帝國领土。7世纪成为阿拉伯帝国一部分，同時將伊斯蘭教引入。16世纪中叶起属于鄂圖曼帝国。19世紀時利比亞地區由的黎波里塔尼亞和昔蘭尼加兩個省份組成。

### 意据时期：1911-1951
1911年至1912年，意土戰爭爆發，意大利以戰機襲擊和先進的海軍，壓倒性戰勝奥斯曼帝國，從此利比亞淪為意大利王國的殖民地。1922年，利比亞達到世界最高溫攝氏58度。第二次世界大战期间，意大利政府多次鎮壓暴動，並從意屬利比亞入侵埃及王國 (英國的保護國)。北非戰場時成為德軍、意軍和英軍的戰場。1943年意属利比亞被盟軍佔領。

### 王国时期：1951-1969
1951年12月24日，獲得英國及法國同意，在聯合國安排之下宣告独立，由伊德里斯一世國王領導，建立伊德里斯王朝，國號稱利比亚联合王国（實行联邦制）。1963年取消联邦制，改名利比亚王国。

### 卡扎菲时期：1969-2011
1969年8月31日，由卡扎菲領導的自由軍官組織發動革命。9月1日，伊德里斯王朝被推翻，國王被罷免，定名「阿拉伯利比亚共和国」。根據《的黎波里憲章》，與埃及、蘇丹結成阿拉伯民族革命同盟。
1977年3月2日，改名為阿拉伯利比亞人民社會主義民眾國。1986年，更名为大阿拉伯利比亞人民社會主義民眾國（Great Socialist People's Libyan Arab Jamahiriya）。「民眾國」為卡扎菲政權自創名稱及政體，英文為（Peopledom）。
1988年12月21日，發生洛克比空難，利比亞政府被指包庇涉案行兇者，1991年聯合國在英國、美國為首的國際壓力下對利比亞實施包括空中封鎖、武力禁運、經濟和外交制裁等一系列制裁。1999年，利比亞同意移交兩名疑兇給聯合國受審。
2003年，卡扎菲宣布放弃该国的大规模杀伤性武器研发项目。同年9月12日，聯合國安理會以13票贊成、2票棄權的表決結果通過第1506號決議，決定解除聯合國因1988年洛克比空難和1989年法國聯航空難事件而對利比亞實施的長達11年的制裁。

利比亚内战各方控制区域, 2020年6月:
国民代表大会 民族团结政府 石油设施护卫队 图阿雷格人部族 地方武装

2011年2月，爆发反对卡扎菲政权的反政府示威，政府以武力鎮壓回應。2月27日，反对派在利比亚第二大城市班加西成立「全国过渡委员会」。3月19日，依照聯合國安理會1973號決議展開了空襲利比亞。8月26日，全国过渡委员会進駐首都的黎波里。9月16日，联合国大会通过决议，利比亞在聯合國席位由全国过渡委员会取代格達費政權，同时過渡委員會將席位名称由「阿拉伯利比亞民眾國」（Libyan Arab Jamahiriya）更改为「利比亚」（Libya）。10月20日，前領導人卡扎菲死亡。

### 后卡扎菲时期：2011-
2012年8月8日，全国过渡委员会移交政權予利比亞国民議会。9月11日，为抗议污辱伊斯兰教的电影，美国驻班加西领事馆遭到来自原利比亚反对派的伊斯兰武装团伙袭击，美国大使克里斯多夫·史蒂文斯死亡，这是美国外交机构近三十年来遭遇的最严重的破坏。
2013年1月8日，利比亞國民議會將国号改为「利比亞國」(State of Libya)。
2014年8月4日，利比亚国民代表大会取代国民议会成为新的立法机构，但利比亞國民議會并沒有解散。下半年，利比亚国民代表大会與宗教保守势力支持的利比亚国民议会爆发第二次内战，伊斯兰国趁虚而入扩大影响力，多方混战。
2015年12月17日，在聯合國協調下東部的國民代表大會與西部的國民議會代表共同簽署《利比亞政治協議》，同意共同組成民族團結政府。
2016年1月，民族團結政府成立。8月，民族團結政府與東部大國民代表大會（利比亞國民軍）再次內戰。
2017年12月，利比亞常駐聯合國代表團通知聯合國，利比亞的正式名稱從此為「利比亞國」(State of Libya)。「利比亞」(Libya)仍然是官方的簡稱，該國繼續按字母順序列在項下。
2019年4月，利比亞國民軍攻入首都的黎波里郊區。2020年6月4日，民族团结政府宣布已控制整个的黎波里。2020年10月23日，民族團結政府和國民代表大會簽署停火協議，並會共同籌組新政府，第二次利比亞內戰正式結束。
2021年2月，國民代表大會批准成立民族统一政府，作为过渡政府，随后民族统一政府于3月15日在托布鲁克宣誓就职，利比亚实现名义上的统一。然而第二年3月3日，国民代表大会在苏尔特另立对立的民族稳定政府，利比亚再次分裂。5月，民族稳定政府试图进军首都的黎波里，导致新一轮冲突爆发。2023年11月，联合国秘书长利比亚问题特别代表巴蒂利邀请了民族统一政府、国民代表大会、最高国务委员会、利比亚国民军和总统委员会五大机构的代表参加会谈，但是没有任何一方愿意改变立场。

## 地理

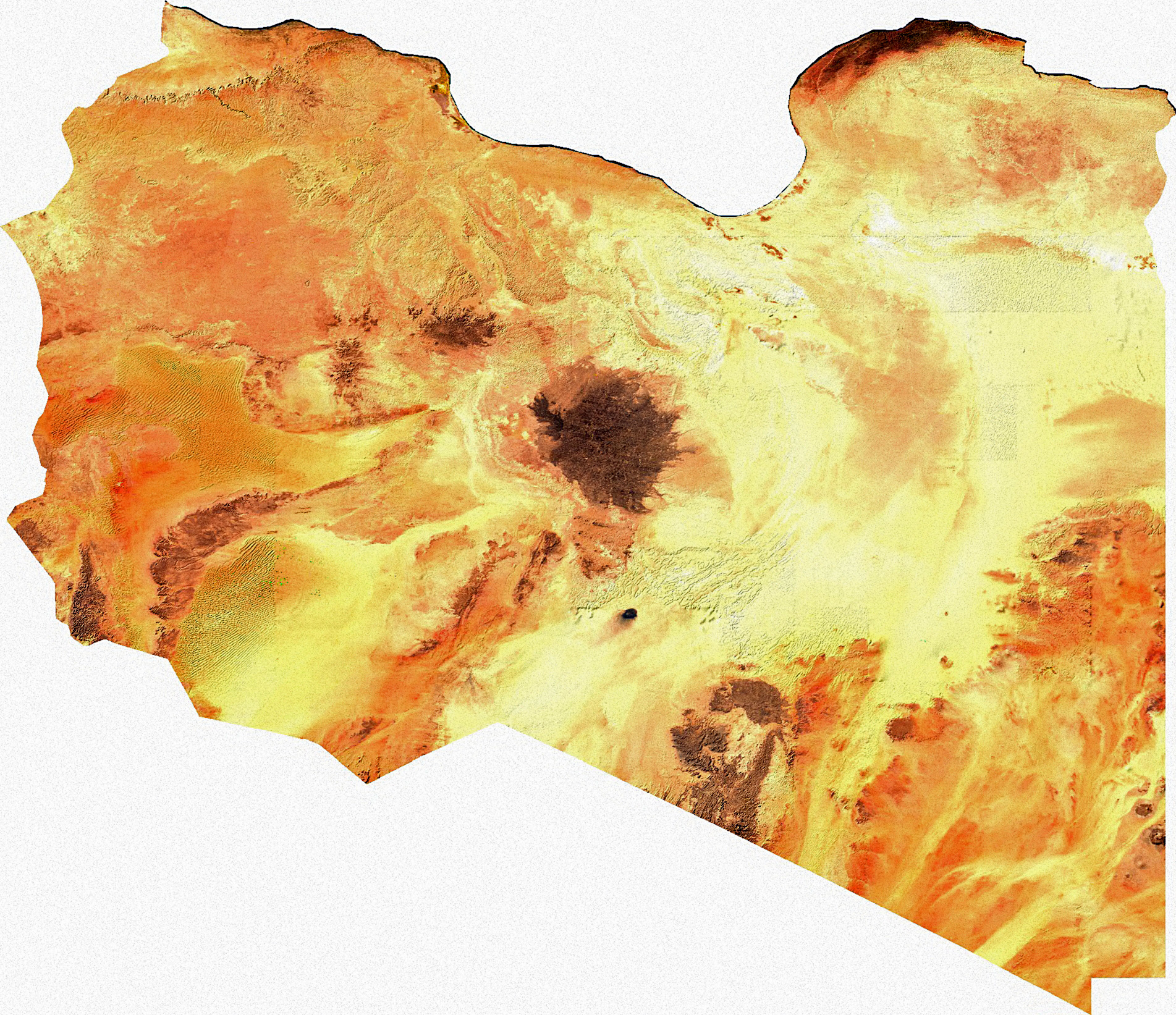
利比亚卫星图

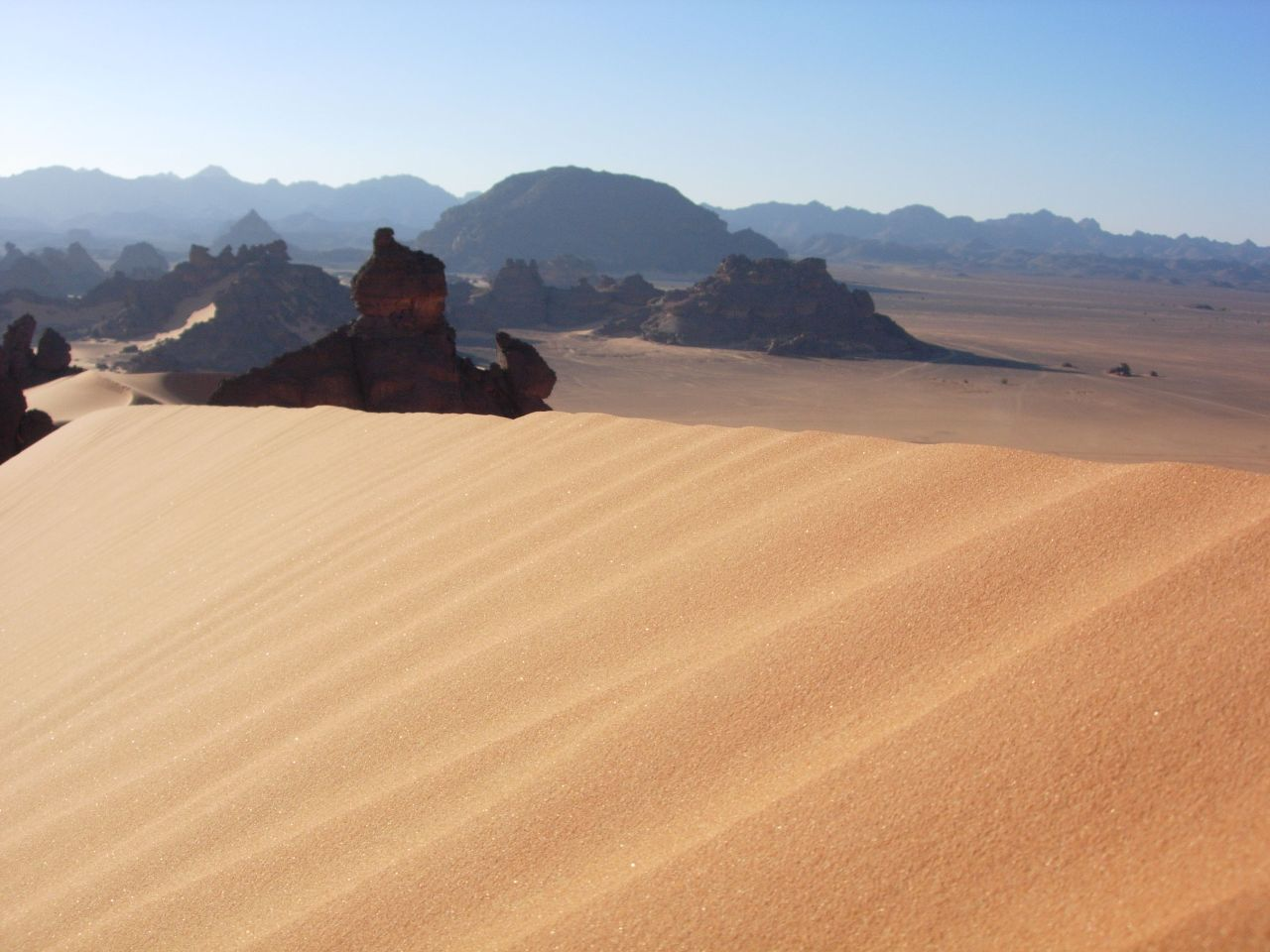
沙漠地带

利比亚石油和天然气资源分布图

利比亞面積超過 1,759,540 平方公里（679,362 平方英里），是世界第 16 大國家。 利比亞西接突尼斯和阿爾及利亞，西南接尼日爾，南接乍得，東南接蘇丹，東接埃及。 在北非中部。北濒地中海，海岸线长约1900多公里。利比亞以北的地中海部分通常被稱為利比亞海。

### 沙漠
利比亚除北部沿海地区有狭长的平原及南部山区外，大部分均為沙漠，占总面积的94%。大部分地区海拔300-600米。

### 气候
沿海地区属地中海式气候，内陆广大地区属热带沙漠气候。境内无常年有水的河流，井泉分布较广，在Awbari有一個叫Umm al-Maa的湖。

## 行政区划

利比亚行政区划

在独立时，利比亚划分为3个省。1963年，利比亚划分为10个省。1995年改为13个省（shabiyat）。1998年，增加到26个省。从2007年开始，利比亚改为22个省。
22个省份列表如下：
| 編號 | 省份           | 阿拉伯语     | 拉丁转写           | 人口（2006） |
| ---- | -------------- | ------------ | ------------------ | ------------ |
| 1    | 布特南省       | البطنان      | Al Butnan          | 159,536      |
| 2    | 德尔纳省       | درنة         | Darnah             | 163,351      |
| 3    | 绿山省         | الجبل الاخضر | Al Jabal al Akhdar | 203,156      |
| 4    | 迈尔季省       | المرج        | Al Marj            | 185,848      |
| 5    | 班加西         | بنغازي       | Benghazi           | 670,797      |
| 6    | 绿洲省         | الواحات      | Al Wahat           | 177,047      |
| 7    | 库夫拉省       | الكفرة       | Al Kufrah          | 50,104       |
| 8    | 苏尔特省       | سرت          | Surt               | 141,378      |
| 22   | 迈尔祖格省     | مرزق         | Murzuq             | 78,621       |
| 19   | 塞卜哈省       | سبها         | Sabha              | 134,162      |
| 20   | 瓦迪哈耶特省   | وادي الحياة  | Wadi Al Hayaa      | 76,858       |
| 9    | 米苏拉塔省     | مصراتة       | Misratah           | 550,938      |
| 10   | 邁爾蓋卜省     | المرقب       | Al Murgub          | 432,202      |
| 11   | 的黎波里省     | طرابلس       | Tarabulus          | 1,065,405    |
| 12   | 吉法拉省       | الجفارة      | Al Jfara           | 453,198      |
| 13   | 扎维耶省       | الزاوية      | Az Zawiyah         | 290,993      |
| 14   | 努加特海姆斯省 | النقاط الخمس | An Nuqat al Khams  | 287,662      |
| 15   | 西山省         | الجبل الغربي | Al Jabal al Gharbi | 304,159      |
| 16   | 纳卢特省       | نالوت        | Nalut              | 93,224       |
| 21   | 加特省         | غات          | Ghat               | 23,518       |
| 17   | 朱夫拉省       | الجفرة       | Al Jufrah          | 52,342       |
| 18   | 沙提省         | وادي الشاطئ  | Wadi Al Shatii     | 78,532       |

### 主要城市

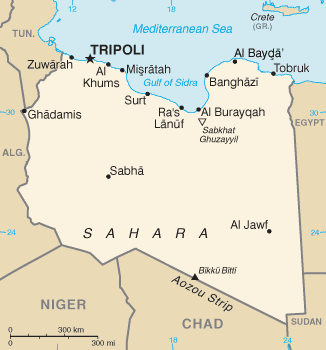
地图

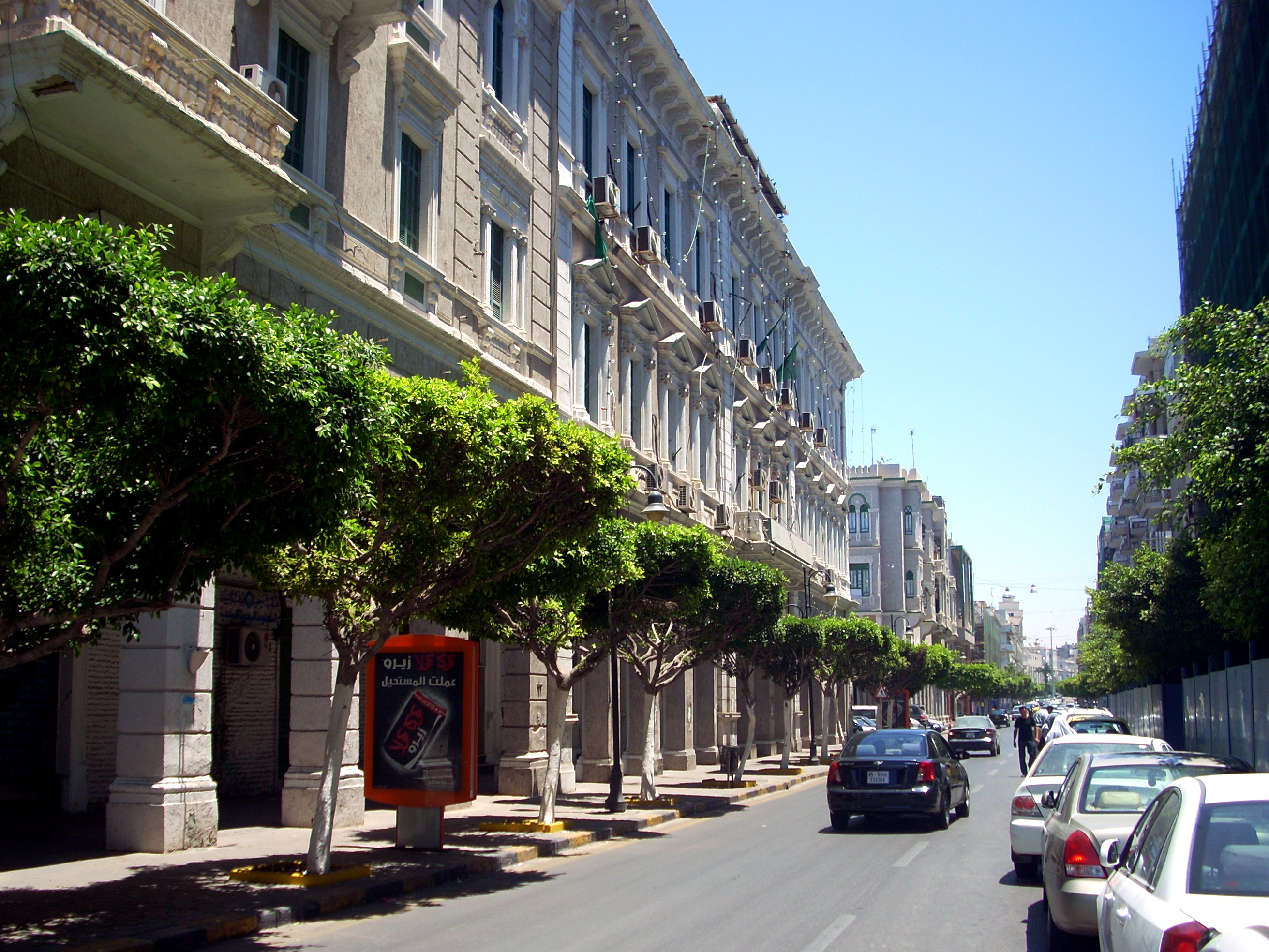
的黎波里风景

利比亚人口最多的12个城市如下：
| 序号 | 城市                  | 人口 （2006） |
| ---- | --------------------- | ------------- |
| 1    | 的黎波里 Tripoli      | 1,228,187     |
| 2    | 班加西 Benghazi       | 670,797       |
| 3    | 米蘇拉塔 Misrata      | 350,000       |
| 4    | 扎维耶 Zawiya         | 318,726       |
| 5    | 贝达 Bayda            | 250,000       |
| 6    | 艾季达比耶 Ajdabiya   | 108,771       |
| 7    | 胡姆斯 Al Khums       | 103,743       |
| 8    | 拾哈 Sabha            | 94,728        |
| 9    | 德尔纳 Darnah         | 88,317        |
| 10   | 图卜鲁格 Tobruk       | 75,893        |
| 11   | 拜尼沃利德 Bani Walid | 68,940        |
| 12   | 兹利坦 Zliten         | 67,820        |

## 政治
2011年利比亞起義後，利比亞的政治製度架構走向複雜化，現今因民族統一政府政府和民族穩定政府政府對立的情況，利比亞的政體類似於委員會制和議會共和制的混合型政體。
穆斯塔法·阿卜杜勒·贾利勒领导的利比亞全國委員會是革命时期及革命后的过渡政权。
2011年11月22日，全國委員會宣布成立过渡政府，全國委員會执委主席阿卜杜勒·拉希姆·凯卜担任总理，内阁包括一位总理、两名副总理和24名部长，其中有两名女性担任部长，这是利比亚妇女历史上首次担任部长职务。部门内阁成员名单如下：
- 国防部长：萨马·朱瓦利上校（Osama Al-Juwali），原驻津坦武装部队的指挥官
- 外交部长：阿索尔·本·哈亚尔（Ashour Bin Hayal），来自利比亚东部的德尔纳
- 财政部长：哈桑·齐格拉姆（Hassan Ziglam），前石油业高管
- 石油部长：阿卜杜拉赫曼·本·耶扎（Abdulrahman Ben Yezza），意大利埃尼石油公司前高管
- 卫生部长：法提玛·哈姆卢什（Fatma al-Hamrush），女性
- 社会事务部长：蔓露卡·谢里夫·吉卜利勒，女性

2012年7月7日举行了首次国民议会选举，自由主义政党全国力量联盟与伊斯兰主义政党公正与建设党分别成为第一、第二大党。8月8日，国民议会取代全国委员会成为最高国家权力机关。国民议会主席穆罕默德·马贾里亚夫成为临时的国家元首。国民议会将负责组建新政府和制订新宪法。
2011年以後的利比亞實際上已陷入軍閥和武裝組織割據，中央政府未能建立一支有能力執行政府命令的軍隊而逐漸失去對國家的控制。
根據2016年利比亞兩個立法機構所簽署的《利比亞和平政治協議》，利比亞國民議會和利比亞國民代表大會共同組成民族團結政府，成立以總統委員會為首的聯合政府。利比亞總理法耶茲·薩拉傑兼任利比亞總統委員會主席。擔任國家元首和政府首腦。
國民代表大會和利比亞國民議會的成员于2015年12月18日签署了政治协议。根据该协议的条款，成立了一个由九人组成的總統委員會和一个由十七名成员组成的临时政府民族团结政府，以期在两年内举行新的选举。原利比亞國民大會将继续作为立法机关和咨询机构存在，依舊被称为國民代表大會，由议员提名。由利比亚国民议会提名的成员组成。
利比亚外长表示2018年利比亚总统选举或于2018年中期举行。本次是后卡扎菲时代的利比亚国第四次全国性选举，选举200个名国民代表大会议员和利比亚总统，本次大选由联合国促成。
选举原定于2018年12月10日在利比亚进行，及后改至2019年初进行。根据利比亚各方所签署的政治协议，总统及议会选举将在2021年举行。

## 軍事
利比亚武装力量是利比亞的主要武裝力量，基本上由以前參與推翻卡扎菲的民兵和叛變政府軍組成，內部嚴重分裂，中央政府未能強力掌控政府部隊，甚至有指揮官不理政府命令擅自發起軍事行動。此外，不隸屬政府的民間武裝勢力林立。
利比亞在2011年有2萬名民兵，至2014年已增至30萬人。大量武器流入民間，幾乎每個家庭都擁有槍械。

## 外交

利比亚
承認利比亞全國過渡委員會為利比亞唯一合法政府
未正式承認利比亞全國過渡委員會，但在聯合國投票中贊成利比亞過渡委為利比亞在聯合國的合法代表
雖未發表正式聲明，但在聯合國投票中反對利比亞過渡委為利比亞在聯合國的合法代表
發布正式聲明反對承認利比亞全國過渡委員會的國家

### 利比亞的國際承認
1. 1955年9月4日利比亚与蘇聯建交。
2. 1959年利比亚與中華民國建交。
3. 1978年8月9日，利比亚与中華人民共和國建交。
4. 1986年4月15日，美國針對在柏林迪斯科舞廳爆炸事件中實踐恐怖主义的利比亞當局，發動了大規模的空襲，其中有700多利比亞軍民死傷，兩名美軍機組成員死亡。[26]
5. 2004年6月28日，利比亞與美國建立新外交關係。
6. 2006年3月25日，英國首相布萊爾率團親訪利比亞。
7. 2006年5月10日，中華民國總統陳水扁到访利比亞，會晤格達費，签订《互設商務代表處合作備忘錄》。[27]
8. 2006年5月15日，美國宣布將與利比亞全面復交，一方面擬在利比亞首都的黎波里設立美國大使館，另外決定在45日內將利比亞從支持恐怖主義的國家名單中剔除。

### 过渡委的国际承认
1. 2011年3月10日，法国首个承认利比亚全国过渡委员会为利比亚唯一合法政府。
2. 2011年3月28日，卡塔尔继法国后承认利比亚全国过渡委员会为利比亚唯一合法政府。
3. 2011年9月1日，俄罗斯正式承认“过渡委”为利比亚唯一的合法政权。[28]
4. 2011年9月12日，中华人民共和国政府宣布正式承认利比亚“全国过渡委员会”为利比亚执政当局和利比亚人民代表。
5. 2011年9月15日，欧盟承认利比亚全国过渡委员会为代表利比亚人民的唯一合法政府。
6. 2011年9月16日，第66届联合国大会经投票表决，同意利比亚“过渡委”成为利比亚在联合国的合法代表，决定把利比亚在联大的席位交给“过渡委”。
7. 2011年9月20日，非洲联盟宣布承认利比亚“过渡委”为利比亚人民代表，在成立包容性过渡政府后将获得利比亚在非盟的席位。
8. 2011年9月22日，阿尔及利亚成为承认利比亚全国过渡委员会的最后一个邻国。

### 目前境内两个对立政府的国际承认

#### 民族统一政府
2021年2月5日在利比亚政治对话论坛成立的民族统一政府受联合国和大多数国家承认，事实上受土耳其、卡塔尔、阿尔及利亚和巴基斯坦政府的支持。

#### 民族稳定政府
民族稳定政府是统治利比亚东部的临时政府，于2022年3月3日成立，临时首都位于班加西。由奥萨马·哈马达领导，得到国民代表大会和利比亚国民军的支持。据信此政府（以及2014年后的东部当局）一直受俄罗斯、法国，以及埃及、沙特阿拉伯和阿联酋等主要阿拉伯国家的支持。

## 经济

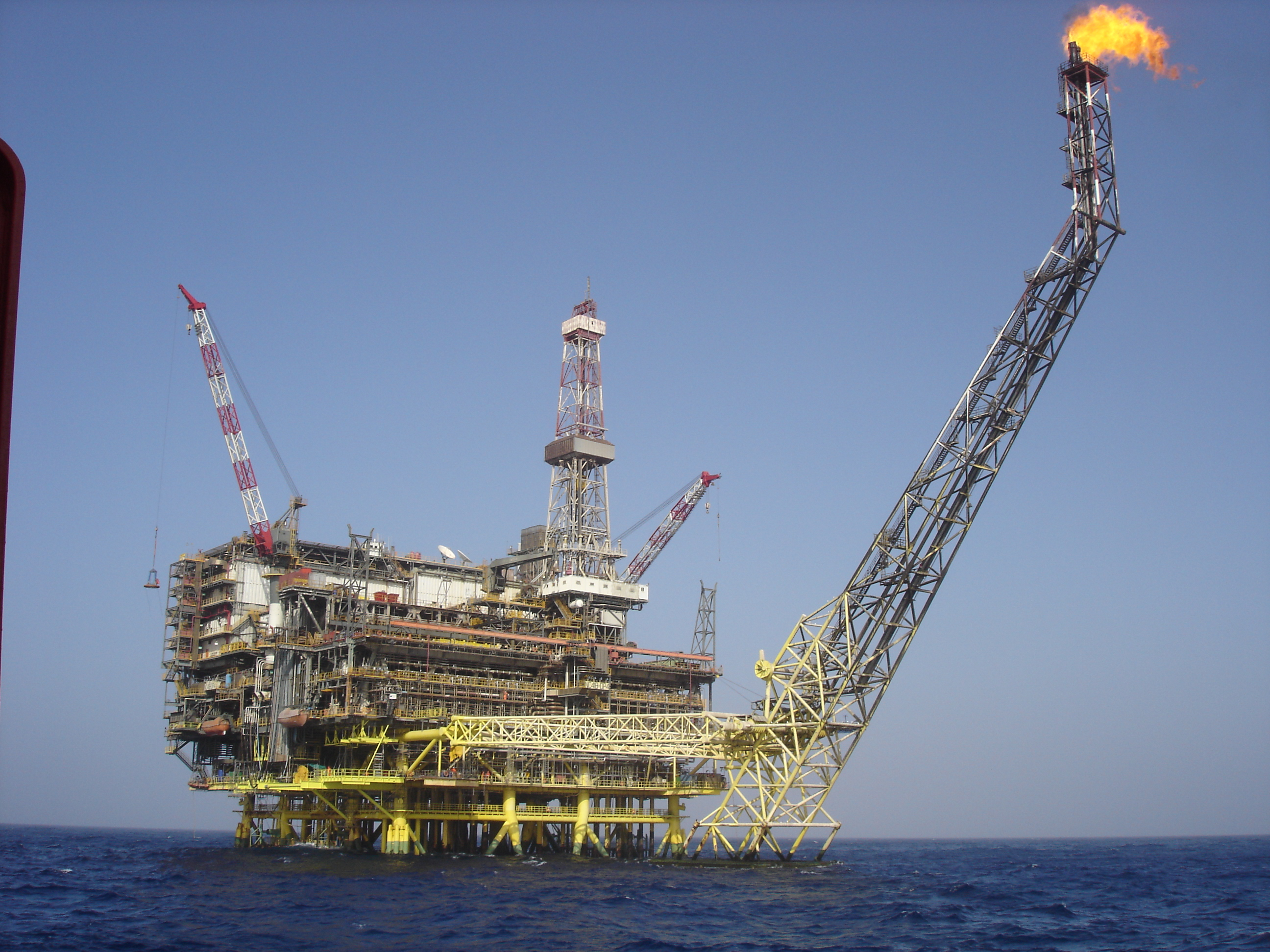
一个位于地中海上的石油生产平台

利比亞是世界重要的石油开采与输出国之一。石油是经济支柱，约占国民生产总值的50%～70%。
天然气开采和液化天然气厂规模很大。
还有钢铁、石油加工、电力、纺织、食品加工等工业。
利比亞在2010年的平均每日石油產量超過150萬桶，2011年大跌至只有46萬桶，2012年回升至近140萬桶，2013年又再下跌，2015年跌至只有40萬桶。

### 农业
牧民、半牧民占农业人口的50%以上，牲畜以羊、牛、骆驼、驴、马为主。
作物有小麦、大麦、花生、油橄榄、柑橘、椰枣等。

#### 绿洲及灌溉系统
事实上，在利比亚只有2%的土地因为能得到足够的降水而适合耕种。但根据调查，利比亚南部沙漠地区蕴藏有丰富的地下淡水资源，其储存量相当于尼罗河200年的总流量。为了开发更多适于耕种的土地，利比亚兴建了很多地下水灌溉系统，Al Khufrah绿洲则是利比亚东南部（接近埃及边境）的国内最大农业规划之一。利比亚绿洲采用中心枢轴供水系统，将地下水通过压力输送到电镀钢管或铝管上，电镀钢管或铝管上安装有喷灌头，再配合地面支撑的轮子，围绕一个中心旋转，整个喷灌机喷灌面积形成一个圆形的“麦田圈”。这种时针式喷灌机械在撒哈拉沙漠和美国使用得很普遍，中国有些地区也有使用。

### 对外贸易
国内粮食不能自给，进口粮食、石油工业装备、交通工具、电器等。
出口以石油、铁矿石、花生、皮革为主。

### 交通

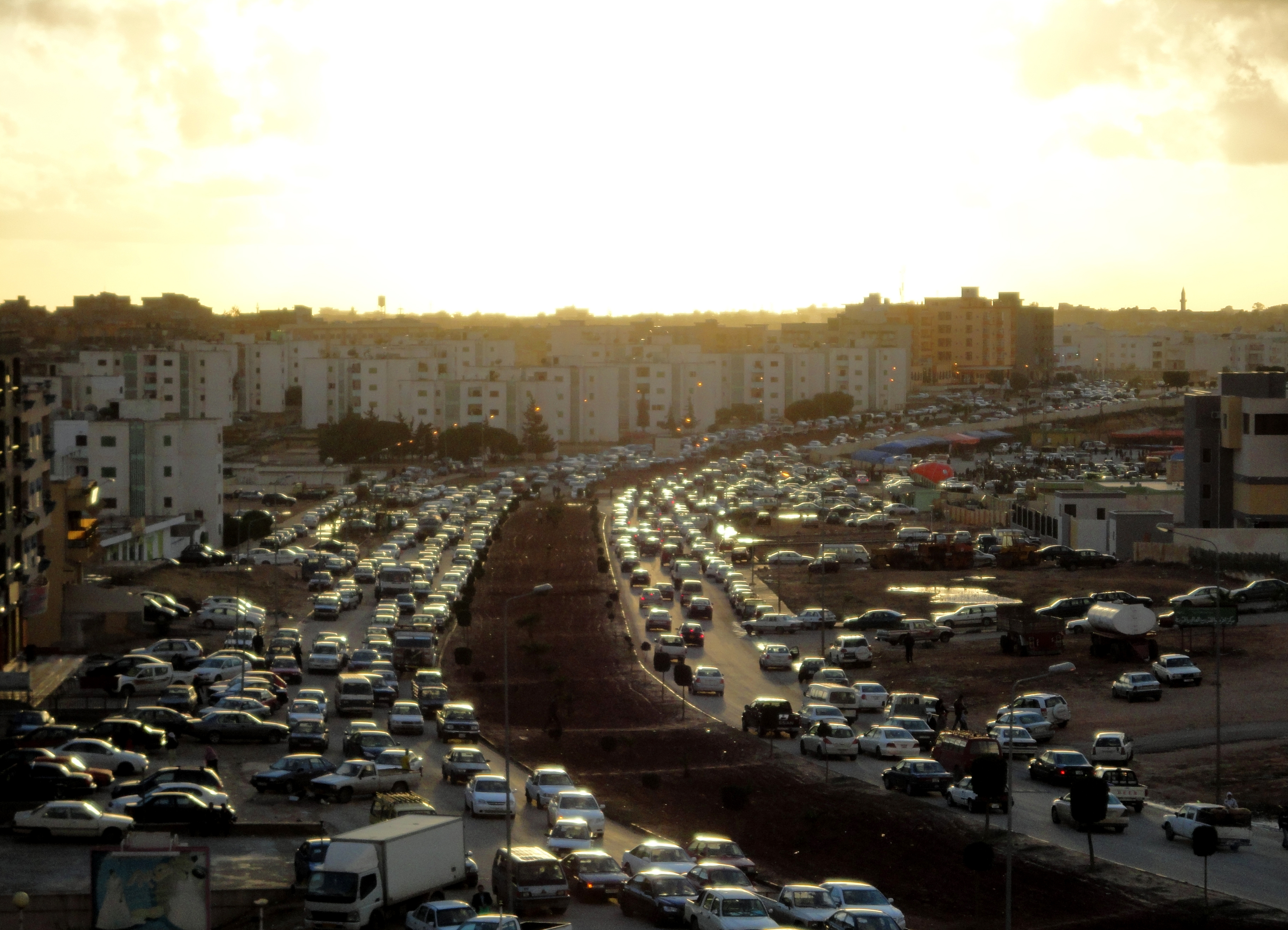
2010年，利比亞貝達的交通擠塞

全國擁有19,300公里的道路長度，其中約56%的路面達道路級的標準。的黎波里有優質的國道通往突尼西亞首都突尼斯、利比亞第二大城市班加西甚至遠達埃及的亞歷山卓。
跨國和聯繫各城市的陸路交通主要分別由兩間巴士公司營運，巴士車費便宜舒適，長途巴士更多有空調服務。的士在較大的城市才會出現。
利比亞擁有利比亞航空和泛非航空。主要的民用機場設在的黎波里、班加西、米蘇臘塔、賽卜哈、多布魯克、錫爾特和布雷加等。現時利比亞各個機場的國際航班主要通往歐洲、阿拉伯國家及非洲的主要城市。但2011年利比亞內戰導致停飛，至今尚未復飛。

## 社会

### 人口

利比亚女孩

人口673萬（2012年），其中男女比例为1.05:1。0-14歲佔總人口32.8%，15-64歲佔總人口62.7%，65歲或以上佔總人口4.6%（2011年）。全國之人口金字塔由現時的延展型正在轉變，預計到2050年將轉成均型。
利比亞的人口撫養比，即依賴人口（一般界定為15歲以下及65歲以上人口的總和）與生產人口（15至65歲之人口）之比例，是生產人口的53.20%。美國中央情報局在2012年估計，利比亞總人口的預計壽命是77.83歲（男75.5歲，女80.27歲）世界衛生組織則估計男性預計壽命是70歲，女性為75歲。總生育率是每位生育年齡女性平均誕下2.9個後代。五歲以下死亡率為每1000活產19人死亡。
雖然是非洲國家，但人口以白種阿拉伯人为主，其他人口为柏柏尔人、犹太人、土耳其人等。
95%以上人口信奉伊斯兰教。牧民、半牧民占农业人口的50%以上。
識字率82.6%（15歲以上可讀寫人口比例）：男性92.4%，女性72%。与在女性社会地位和人权纪录方面表现较为恶劣的沙特阿拉伯等海湾国家相比，穆阿迈尔·卡扎菲领导下的利比亚拥有整个阿拉伯世界最好的女性境遇与政策。

### 宗教
| 利比亞宗教 | 利比亞宗教 | 利比亞宗教 | 利比亞宗教 | 利比亞宗教 |
| ---------- | ---------- | ---------- | ---------- | ---------- |
| 宗教       | 宗教       |            | 百分比     | 百分比     |
| 伊斯蘭教   | 伊斯蘭教   |            | 92.7%      | 92.7%      |
| 基督宗教   | 基督宗教   |            | 4.0%       | 4.0%       |
| 其他       | 其他       |            | 4.3%       | 4.3%       |

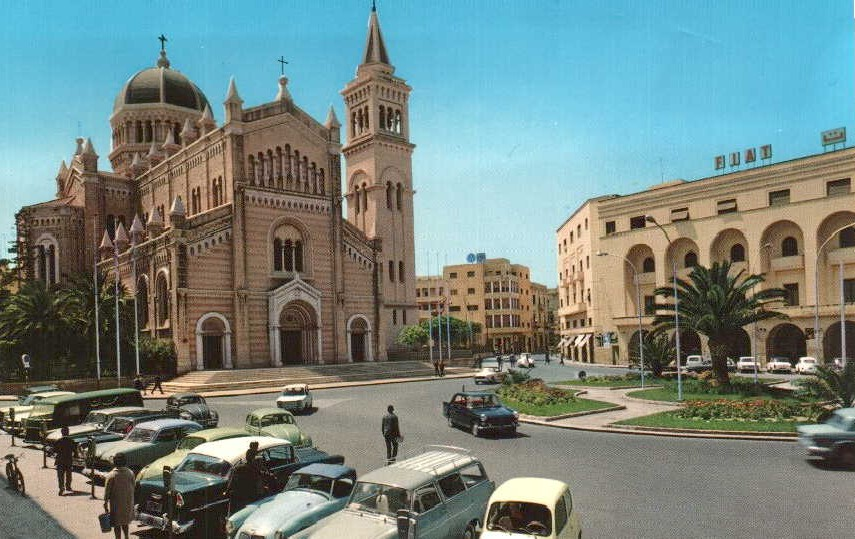
1960年代的黎波里大教堂

現在利比亞有92.7%人口信仰伊斯蘭教，約佔96%的穆斯林屬於遜尼派，伊斯蘭教為該國國教，其中蘇菲派是影響最大的教派，其在18、9世紀時，在該國鄉村有許多信徒，在北非抵制法、意殖民者的宗教復興運動中起過作用，旗下的薩努西教團仍是最有影響力的宗教組織，至今依然是一支重要的社會力量，薩努西運動的教義最先被昔蘭尼加的貝督因人接受，估該地成為該教團的發源地和主要活動區域，同時在的黎坡里等地檢有許多傳教據點。
利比亞也有外國基督徒的小社群。規模最大的是科普特正教會，在埃及的基督教教會，是利比亚歷史最悠久的基督教教派。有超過60,000名埃及科普特人生活在利比亞，佔利比亚的人口超过1%。估計有40,000名羅馬天主教教徒，羅馬天主教在利比亞有兩位主教。還有一個小的聖公會社區，成員大多是的黎波里的非洲外勞，它是聖公會埃及教區的一部分。
利比亞直到近代也是世界上其中一個最古老的猶太社區的家園，可追溯到至少公元前300年。1942年，意大利在的黎波里以南設置猶太人強迫勞動營，約500名猶太人在Giado的營地因虛弱、飢餓和疾病死亡。1942年，集中營以外的猶太人被嚴格限制其經濟活動，所有18歲到45歲之間的男子被徵為強迫勞工。1942年8月，的黎波里塔尼亚的猶太人被拘禁在Sidi Azaz的一個集中營。在1945年11月之後的三年中，在一連串針對少數族群的迫害中有超過140名猶太人被殺害，數百人受傷。到1948年，大利比亞還有約38,000名猶太人。利比亞在1951年獨立時，大多數猶太社群已經移民出境。

## 文化

大莱普提斯遗址

利比亞是一個奉行伊斯蘭教的國家，故該國文化主要為伊斯蘭文化。

### 世界遗产
- 塞卜拉泰古城：西元前5世紀由腓尼基人所建。遺址中最古老的建築是約建於西元前7世紀的海邊碼頭，最著名的則是建於西元1世紀左右的朱比特神廟，還有一座古羅馬典型的圓形劇場。1982年時被聯合國教科文組織列入世界遺產名錄。
- 大莱普提斯：1982年被列入世界文化遗产，是北非保存得最好的古罗马城市遗址。
- 昔兰尼：古希腊城市，为该地区五个希腊城市中之最古老和最重要的，利比亚东部因它而命名为昔兰尼加。于公元前630年由锡拉岛的殖民者建立。
- 塔德拉尔特阿卡库斯：位于沙漠地区，该地区以石刻岩画闻名，绘画的日期为公元前1萬2000年到公元100年，反应了当地文化和自然的变化。因其雕刻和绘画的重要性于1985年被列入世界文化遗产。

### 飲食

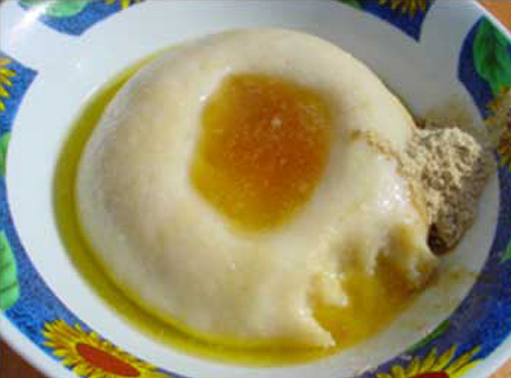
Asida是一種利比亞的甜點

利比亞的美食是各種柏柏人菜餚和阿拉伯貝都因人，傳統和地中海之間特別混合的結果。用大麥粉製成的食物是利比亞西部和南部的主要食物，而大米是主要來自東部的主要食物。利比亞麵，如all'arrabbiata以及米飯，通常與羊肉或雞肉（油炸或烤或煮熟的醬汁）；蒸粗麥粉是用番茄醬和肉烹調的傳統膳食（有時包含此外，在菠菜和豆類等豆類蔬菜上，通常還會與黃瓜生菜和橄欖一起食用）。利比亞餐廳供應國際美食或羊肉、雞肉、蔬菜根、馬鈴薯和通心粉。

### 引用
1. ↑  2011年9月16日，联大通过决议，决定接受全国过渡委员会在联合国代表利比亚。与此同时，全国过渡委员会通知联合国，将其原有国名“大阿拉伯利比亚人民社会主义民众国”及缩写“阿拉伯利比亚民众国”均改为“利比亚”，将原有全绿色国旗改为红、黑、绿三色国旗。
2. ↑  《世界概况》上有关{{{2}}}的条目
3. 1 2 3 4  . World Economic Outlook Database. International Monetary Fund (IMF). April 2022  [2022-06-04]. （原始内容存档于2022-06-04） （英语）.
4. ↑   (PDF). UNITED NATIONS DEVELOPMENT PROGRAMME.   [2020-12-15]. （原始内容 (PDF)存档于2019-10-15）.
5. 1 2  王金岩. . 北京: 社會科學文獻出版社. 2018: 88. ISBN 978-7-5201-2544-4.
6. ↑  .   [2020-11-07]. （原始内容存档于2020-11-19）.
7. ↑  . United Nations.   [5 January 2018]. （原始内容存档于2018-01-05）.
8. ↑  . m.news.sina.com.tw.   [2020-06-09]. （原始内容存档于2020-06-07） （中文（繁體））.
9. ↑  . 新华社. 2021-03-17  [2024-06-30]. （原始内容存档于2023-07-27）.
10. ↑  Assad, Abdulkader. . 利比亚观察（英语：The Libya Observer）. 2022-03-03. （原始内容存档于2022-03-05） （英语）.
11. ↑  . 中华人民共和国外交部. 2023-10-29  [2024-06-30]. （原始内容存档于2024-06-30）.
12. ↑  . 联合国新闻. 2024-02-15  [2024-06-30]. （原始内容存档于2024-06-30）.
13. ↑  Libyan General Information Authority （页面存档备份，存于） accessed 22 July 2009
14. ↑  Der Spiegel （页面存档备份，存于）, 2011 Aug 23
15. ↑  The New York Times （页面存档备份，存于）, 2011 Mar 6
16. ↑  人民网. . 2011-11-23  [2011-11-23]. （原始内容存档于2011-12-27）.
17. ↑  Pelham, Nicolas. . The New York Review of Books. February 2015  [18 February 2015]. （原始内容存档于2015-11-17）.
18. ↑  . BBC News. 2014-07-27  [2014-07-28]. （原始内容存档于2014-07-28）.
19. 1 2  Kingsley, Patrick. . the Guardian. 17 December 2015  [2020-01-30]. （原始内容存档于2015-12-17）.
20. ↑  .   [2020-01-30]. （原始内容存档于2017-02-11）.
21. ↑  .   [2017-12-14]. （原始内容存档于2017-12-14）.
22. ↑  . Al Jazeera. 2018-11-09  [2018-11-09]. （原始内容存档于2018-11-09）.
23. 1 2  . 中新網. 2014-08-11  [2014-08-11]. （原始内容存档于2014-08-12）.
24. ↑  . 新華網. 2014-05-18  [2014-07-29]. （原始内容存档于2014-09-04）.
25. ↑  . BBC News. 2014-05-20  [2014-07-29]. （原始内容存档于2014-07-29）.
26. ↑  . 新华网.   [2011-03-20]. （原始内容存档于2010-09-07） （中文（中国大陆））.
27. ↑  陳水扁總統飛抵利比亞洽談雙邊合作 （页面存档备份，存于）2006年05月10日
28. ↑  .   [2013-06-15]. （原始内容存档于2013-10-05）.
29. ↑  . 半岛电视台英语频道.   [2023-02-14]. （原始内容存档于2023-05-25） （英语）.
30. ↑  Zaptia, Sami. . 利比亚先驱报（英语：Libya Herald）. 2022-06-08  [2022-08-28].
31. ↑  . 半岛电视台转载观点杂志. 2022-02-14  [2024-08-29]. （原始内容存档于2024-08-29）.
32. ↑  . 央视新闻. 2020-06-14  [2024-08-29]. （原始内容存档于2024-08-29）.
33. ↑  . CNN. 2016-08-04  [2016-08-05]. （原始内容存档于2016-08-04）.
34. ↑  “麦田圈” –利比亚沙漠下的绿洲[永久]2011年03月27日
35. 1 2 3  . www.cia.gov.   [2008-01-08]. （原始内容存档于2016-12-24）.
36. ↑  . www.nationmaster.com.   [2012-03-28]. （原始内容存档于2012-06-22）.
37. ↑  .   [2013-06-15]. （原始内容存档于2014-12-22）.
38. ↑  .   [2013-06-15]. （原始内容存档于2013-06-24）.